# Реактивний момент
Реактивний момент - це явище, що виникає під час обертання повітряного гвинта і зумовлює прагнення нахилити літак або розвернути гелікоптер у протилежний від свого обертання бік. Через реактивний момент виникає асиметрія під час поперечного керування літаком. Він же є однією з причин некерованого розвороту літака вбік на початку розбігу.

## Опис
Реактивний момент проявляється відповідно до реакції повітря на прикладену до нього таку силу, з якою гвинт впливав на повітря. Для компенсації цього ефекту, можуть застосовувати співвісну систему з двома гвинтами, малий хвостовий "рульовий" гвинт. У літаках реактивний момент компенсують обертанням гвинтів у різні боки, або зміною положення елеронів чи рулів висоти.